# Rainer Kloss
Rainer Kloss (* 28. August 1973 in Heidelberg) ist ein deutscher Basketballtrainer und ehemaliger -spieler.

## Laufbahn

### Spieler
Kloss spielte in der Jugend des SSV Ulm. Nach Stationen beim SV Oberelchingen, mit dem er 1991 in die 2. Basketball-Bundesliga aufstieg und beim SV Weidenberg kehrte er 1992 nach Ulm zurück und spielte bis Jahresende für 1993 für die „Spatzen“ in der Basketball-Bundesliga sowie im europäischen Vereinswettbewerb Korac-Cup.
Im Spieljahr 1993/94 stand er im Aufgebot des USC Heidelberg und stieg mit der Mannschaft von der Regionalliga in die 2. Bundesliga auf. 1995/96 spielte Kloss für den Zweitligaverein KuSG Leimen.

### Trainer
Als Trainer war er von 2000 bis 2005 bei den Velbert Baskets tätig, in der Saison 2005/06 arbeitete Kloss beim TuS Königsdorf, 2006/07 war er in Doppelrolle für den Westdeutschen Basketballverband sowie die Düsseldorf Magics beschäftigt. Beim damaligen Zweitligisten vom Rhein betreute er die zweite Herrenmannschaft und leitete die Jugendarbeit.
In der Saison 2007/08 stand Kloss als Co-Trainer im Stab des Bundesligisten Walter Tigers Tübingen und war gleichzeitig Jugendkoordinator und Herrentrainer des SV 03 Tübingen. Als sich Tübingens Bundesligamannschaft im Dezember 2007 von Trainer Aaron McCarthy trennte, übernahm Kloss übergangsweise das Cheftraineramt. Anschließend wechselte er nach Luxemburg, dort war er im Spieljahr 2008/09 Cheftrainer des Erstligisten Black Star Mersch, in der Folgesaison 2009/10 trainierte er den Ligakonkurrenten BBC Nitia Bettembourg.
Nachdem Kloss 2010/11 den luxemburgischen Zweitligaverein BBC Gréngewald als Trainer betreute, übernahm er zur Saison 2011/12 den Trainerposten beim BBC Sparta Bartringen. In seinem ersten Amtsjahr führte er Sparta zum Gewinn des luxemburgischen Meistertitels sowie ins Pokalendspiel. Mit November 2013 wurde er entlassen. Ab 2012 war Kloss zudem für Luxemburgs Verband als Trainer tätig: Zunächst auf Honorarbasis, ab Oktober 2014 in Vollzeit. Er war unter anderem Assistenztrainer der Herren-Nationalmannschaft und Cheftrainer der U16-, U18- und U20-Nationalmannschaften.
Zur Saison 2016/17 übernahm er das Traineramt bei Résidence Walferdingen (ebenfalls erste luxemburgische Liga). Ende Oktober 2017 zog sich Kloss von dem Posten zurück. Von 2018 bis 2021 war er wieder Trainer von Black Star Mersch, nach dem Ende der Saison 2020/21 wurde vermeldet, dass Kloss den Trainerberuf aufgibt, er blieb dann aber doch in Mersch im Amt.